# Madaram
Madaram é uma vila no distrito de Adilabad, no estado indiano de Andhra Pradesh.

## Demografia
Segundo o censo de 2001, Madaram tinha uma população de 6691 habitantes. Os indivíduos do sexo masculino constituem 51% da população e os do sexo feminino 49%. Madaram tem uma taxa de literacia de 63%, superior à média nacional de 59,5%: a literacia no sexo masculino é de 72% e no sexo feminino é de 54%. Em Madaram, 9% da população está abaixo dos 6 anos de idade.